# SVC Chaos: SNK vs. Capcom
SVC Chaos: SNK vs. Capcom é um videogame produzido no ano de 2003 pela empresa fabricante de jogos SNK Playmore, junto à empresa Capcom. É o quarto jogo de luta onde os personagens das duas empresas se unem e o primeiro realizado para o sistema Neo-Geo. Também foi o penúltimo game de luta lançado pela SNK Playmore para os arcades.

## Jogabilidade
SVC Chaos é um jogo de luta tradicional, com combates 1 contra 1. Em cada round, o jogador tem duas barras de energia. Há também uma "barra de especial" que enche a medida que o jogador ataca o adversário. Essa barra é cumulativa, e permite a execução de Desperation Moves. Há também o Exceed, que é um golpe especial de grande dano, e que só pode ser usado uma vez a cada adversário. Para usá-lo, o jogador deve estar na segunda barra de energia. O Exceed não requer a barra de especial.
Após três batalhas, um sub-chefe deve ser derrotado, sendo que o personagem a ser enfrentado depende de certas condições. A sexta batalha é contra um segundo sub-chefe e a sétima, contra um chefe, seguindo a seguinte ordem: se o quinto adversário for personagem da Capcom, sub-chefe e chefe são da SNK (Orochi Iori e Serious Mr. Karate); se o quinto adversário for personagem da SNK, sub-chefe e chefe são da Capcom (Violent Ken e Shin Akuma).
É possível também enfrentar um adversário extra, que pode ser Athena (SNK) ou Red Arremer (Capcom), sendo que só assim se tem acesso ao verdadeiro final do jogo. Os critérios para enfrentar um ou outro são:
Athena: completar o jogo sem perder rounds e sem vencer nenhum deles por block damage.
Red Arremer: completar o jogo sem perder rounds, porém vencendo cinco deles por block damage.

## Personagens daSNK

### Personagens selecionáveis e jogos de origem
- Kyo Kusanagi - The King of Fighters '94
- Iori Yagami - The King of Fighters '95
- Terry Bogard - Fatal Fury: King of Fighters
- Ryo Sakazaki - Art of Fighting
- Mai Shiranui - Fatal Fury 2
- Mr. Karate - Art of Fighting
- Kim Kaphwan - Fatal Fury 2
- Choi Bounge - The King of Fighters '94
- Kasumi Todo - Art of Fighting 3: The path of the warrior
- Shiki - Samurai Shodown 64
- Genjuro Kibagami - Samurai Shodown II
- Earthquake - Samurai Shodown

### Personagens secretos e jogos de origem
- Goenitz - The King of Fighters '96
- Geese Howard - Fatal Fury: King of Fighters
- Mars People - Metal Slug 2: Super Vehicle-001/II
- Orochi Iori - The King of Fighters '97

### Chefe
- Serious Mr. Karate - Art of Fighting

## Personagens daCapcom

### Personagens selecionáveis e jogos de origem
- Ryu - Street Fighter
- Ken - Street Fighter
- Chun-Li - Street Fighter II: The World Warrior
- Guile - Street Fighter II: The World Warrior
- Dhalsim - Street Fighter II: The World Warrior
- Balrog - Street Fighter II: The World Warrior
- Vega - Street Fighter II: The World Warrior
- Sagat - Street Fighter
- Bison - Street Fighter II: The World Warrior
- Akuma - Super Street Fighter II Turbo
- Tessa - Red Earth
- Hugo - Final Fight

### Personagens secretos e jogos de origem
- Dan - Street Fighter Zero
- Demitri - Darkstalkers: The Night Warriors
- Zero - Megaman X (visual do game Megaman Zero)
- Violent Ken - Street Fighter

### Chefe e jogo de origem
- Shin Akuma - Street Fighter Zero 2
- Serious Mr. Karate - Art of Fighting

### Chefe secreto e jogo de origem
- Red Arremer - Ghosts'n Goblins